# Tarrafal (Cap Verd)
Tarrafal és una vila al nord de l'illa de Santiago a l'arxipèlag de Cap Verd. Està situada a la costa nord-oest i és la capital del municipi de Tarrafal.
La ciutat compta amb una bonica platja de sorra suau i envoltat de palmeres a l'ombra de Monte Graciosa, just al nord de l'assentament. És un lloc de vacances molt popular per als turistes i els habitants de l'illa.
Tarrafal és l'ancoratge septentrional de la carretera que porta d'Assomada a Praia. Hi ha una petita carretera que enllaça amb el punt més septentrional de l'illa de Santiago.